# Kabinett David Ben-Gurion II
Das Kabinett David Ben-Gurion II (hebräisch מֶמְשֶׁלֶת יִשְׂרָאֵל הַשְׁנִיָּה) war die zweite israelische Regierung, die nach der ersten Parlamentswahl vom 25. Januar 1949 gebildet wurde. Dies wurde notwendig, da die vorherige Regierung am 15. Oktober 1950 zurückgetreten war.
Das von David Ben-Gurion zwischen Mapai und Sepharden und Gemeinschaften des Orients ausgehandelte Minderheitskabinett wurde während der Knessetsitzung am 17. Oktober 1950 nicht gewählt. So beauftragte der israelische Präsident Chaim Weizmann zwei Tage später den Führer der Progressiven Partei Pinchas Rosen zur Bildung einer neuen Regierung. Diese neue Regierung wurde dann von David Ben-Gurion am 1. November 1950 mit den gleichen Koalitionspartnern begründet wie die vorherige Regierung: Mapai, Progressive Partei, Vereinigte Religiöse Front, Sepharden und Gemeinschaften des Orients und der Demokratischen Liste von Nazareth.
Im Kabinett fanden kleinere Umbesetzungen statt:
- David Remez übernahm das Bildungsministerium und ersetzte Salman Schasar.
- Dov Yosef übernahm das Transportministerium.
- Pinchas Lawon übernahm das Landwirtschaftsministerium.
- Jakob Geri wurde Minister für Handel und Industrie.

| Das Kabinett David Ben-Gurion II                            | Das Kabinett David Ben-Gurion II | Das Kabinett David Ben-Gurion II | Das Kabinett David Ben-Gurion II         |
| Position                                                    | Person                           | Bild                             | Partei                                   |
| ----------------------------------------------------------- | -------------------------------- | -------------------------------- | ---------------------------------------- |
| Ministerpräsident Verteidigungsminister                     | David Ben-Gurion                 |                                  | Mapai                                    |
| Landwirtschaftsminister                                     | Pinchas Lawon                    |                                  | Mapai                                    |
| Bildungsminister                                            | David Remez                      |                                  | Mapai                                    |
| Außenminister                                               | Mosche Scharet                   |                                  | Mapai                                    |
| Finanzminister                                              | Elieser Kaplan                   |                                  | Mapai                                    |
| Gesundheitsminister Minister für Einwanderung Innenminister | Chaim-Mosche Schapira            |                                  | Vereinigte Religiöse Front               |
| Justizminister                                              | Pinchas Rosen                    |                                  | Progressive Partei                       |
| Minister für Arbeit und Soziale Sicherheit                  | Golda Meir                       |                                  | Mapai                                    |
| Minister für die öffentliche Sicherheit                     | Bechor-Schalom Schitrit          |                                  | Sepharden und Gemeinschaften des Orients |
| Minister für Religion und Veteranen                         | Jehuda Leib Maimon               |                                  | Vereinigte Religiöse Front               |
| Minister für Handel und Industrie                           | Jakob Geri                       |                                  | Kein Mitglied der Knesset                |
| Transportminister                                           | Dov Yosef                        |                                  | Mapai                                    |
| Minister für Wohlfahrt                                      | Jitzhak-Meir Levin               |                                  | Vereinigte Religiöse Front               |
| Stellvertretender Transportminister                         | Re’uven Schaeri                  |                                  | Mapai                                    |

Die Regierung trat am 14. Februar 1951 zurück, nachdem die Knesset den Vorschlag von David Remez zur Registrierung von Schulkindern zurückgewiesen hatte.